# Villers-sur-Fère
 Villers-sur-Fère  là một xã ở tỉnh Allier, vùng Hauts-de-France thuộc miền bắc nước Pháp.

## Hành chính
| Danh sách thị trưởng                   |                          |                   |      |         |
| Giai đoạn                              | Giai đoạn                | Tên               | Đảng | Tư cách |
| tháng 3 năm 2001                       | bầu lại tháng 3 năm 2008 | Dominique Deleans |      |         |
| Tất cả các dữ liệu trước đây không rõ. |                          |                   |      |         |

## Biến động dân số
| 1962                                                            | 1968 | 1975 | 1982 | 1990 | 1999 |
| --------------------------------------------------------------- | ---- | ---- | ---- | ---- | ---- |
| 361                                                             | 372  | 309  | 344  | 458  | 420  |
| Nombre retenu à partir de 1968: Population sans doubles comptes |      |      |      |      |      |